# 纽芬兰-拉布拉多省第9区
纽芬兰-拉布拉多省第9区（英語：Division No. 9, Newfoundland and Labrador）是位于加拿大纽芬兰与拉布拉多省的一个人口普查区，区域主体位于纽芬兰岛北部的大北方半岛和格罗斯莫恩国家公园。

## 法人代表社区

### 城镇
- 锚点（英语：Anchor Point, Newfoundland and Labrador）
- 贝尔伯恩斯（英语：Bellburns）
- 鸟湾（英语：Bird Cove）
- 科内奇（英语：Conche, Newfoundland and Labrador）
- 库克港（英语：Cook's Harbour, Newfoundland and Labrador）
- 牛头镇（英语：Cow Head, Newfoundland and Labrador）
- 丹尼尔港
- 恩格里（英语：Englee, Newfoundland and Labrador）
- 花湾
- 格伦伯尼-伯奇黑肖尔布鲁克（英语：Glenburnie-Birchy Head-Shoal Brook, Newfoundland and Labrador）
- 东鹅湾（英语：Goose Cove East, Newfoundland and Labrador）
- 霍克斯湾（英语：Hawke's Bay, Newfoundland and Labrador）
- 美茵布鲁克
- 诺里斯角（英语：Norris Point, Newfoundland and Labrador）
- 帕森塘（英语：Parson's Pond, Newfoundland and Labrador）
- 舒瓦港（英语：Port au Choix, Newfoundland and Labrador）
- 桑德斯港（英语：Port Saunders, Newfoundland and Labrador）
- 罗利（英语：Raleigh, Newfoundland and Labrador）
- 池塘之河镇（英语：River of Ponds, Newfoundland and Labrador）
- 洛基港（英语：Rocky Harbour, Newfoundland and Labrador）
- 罗迪克顿-比德湾（英语：Roddickton-Bide Arm, Newfoundland and Labrador）
- 圣安东尼
- 圣卢奈尔-格里凯（英语：St. Lunaire-Griquet, Newfoundland and Labrador）
- 圣保罗（英语：St. Pauls, Newfoundland and Labrador）
- 莎莉湾（英语：Sally's Cove, Newfoundland and Labrador）
- 鳟鱼河（英语：Trout River, Newfoundland and Labrador）
- 伍迪点（英语：Woody Point, Newfoundland and Labrador）